# 有馬世澄
有馬 世澄（ありま よずみ／としずみ）は、戦国時代から安土桃山時代にかけての武将。大内氏、毛利氏の家臣。

## 生涯

### 防長経略
出自は不明だが、天文24年（1555年）10月から始まった防長経略の時点では大内氏に仕えている。
弘治2年（1556年）9月2日、筑前国鞍手郡金生若宮における秋月文種、千手隆惟、杉連緒との合戦において奮戦して喉脇に矢傷を受けており、そのことを盛恒から注進を受けた大内義長から同年10月17日に感状を与えられた。
その後、時期は不明であるが、毛利氏に降っている。

### 大内氏遺臣の蜂起鎮圧
弘治3年（1557年）4月3日に大内義長が自害して防長経略が完了すると、毛利元就は毛利軍の主力を率いて4月23日に防府から吉田郡山城に凱旋したが、6月に陶氏の中間であった佐藤宗左衛門尉父子が周防国山口で蜂起して市川経好や温科種重らに鎮圧されて以降、大内氏の遺臣が度々蜂起した。
同年11月に大内氏の遺臣が山口へ乱入すると内藤隆春と雑賀隆利がその鎮圧にあたり、11月11日に山口の西方にある障子岳に籠もる一揆勢を打ち破った。この戦いで世澄も武功を挙げており、その他にも杉松千代丸（後の杉重良）の軍が敵兵の首級35を挙げ、内藤隆春の家臣である勝間田盛道が負傷しつつも問田氏の遺臣2人を討ち取り、三戸元貞らも武功を挙げた。
弘治4年（1558年）1月30日、前年11月の一揆鎮圧における世澄の功についての市川経好の吹挙状より、毛利氏の奉行人である赤川元久、大庭賢兼、波多野興滋、吉田興種、左兵衛尉某、粟屋元親、児玉就忠、国司元相、赤川元保、桂元忠らに長門国の松嶽山正法寺領半済分20石の内の田原治部少輔先知行分8石を知行地として安堵することを伝えられる。
永禄2年（1559年）1月30日、毛利隆元から松嶽山正法寺の半済分8石足の地を知行地として与えられる。
同年11月6日、金鼇院納所の善璜は、金鼇院領であった周防国吉敷郡吉敷西庄上村の内の末房名について、筋目によって世澄が領有したいという旨を赤川元久が裁判で言っていたため、前例通り寺家の年貢米や小済物を納め、定役・天役等を怠り無く勤めることで、末房名を世澄が領有することを認め、同日に市川経好もそれを認めている。

### 門司城の戦い
永禄4年（1561年）11月5日、門司城の戦いにおいて門司城を攻めあぐねた大友軍が撤退したが、同日夜から11月6日にかけて、乃美宗勝率いる小早川氏の警固衆や村上水軍を含む毛利方の警固衆が大友軍を追撃し、豊前国の京都郡黒田原と仲津郡国分寺原の間で大友軍に立ち塞がって大勝した。
世澄も11月5日の追撃戦において敵1人を討ち取って同年12月20日に毛利隆元から感状を与えられ、翌12月21日に児玉就忠と市川経好から副状を発給されている。
永禄9年（1566年）10月4日、毛利元就から「善兵衛尉」の官途名を与えられる。

### 大内輝弘の乱
永禄12年（1569年）10月10日に大友宗麟の支援を受けた大内輝弘が周防国吉敷郡秋穂浦に上陸し、10月12日には防戦のために平野口に出陣した山口町奉行の井上就貞を討ち取って山口に乱入した（大内輝弘の乱）。
山口の高嶺城では城主である市川経好が九州に出陣中のため、留守居役の内藤就藤や山県元重、粟屋元種、国清寺の住持である竺雲恵心らが100人余の兵と共に守備していたが、市川経好の正室・市川局が鎧を身にまとって城兵を鼓舞し、山口在郷の士である世澄、津守輔直、寺戸対馬守、乗福寺の代僧らも急遽籠城に加わって固く城を守った。
大内輝弘は山口市街に火を放って高嶺城への示威を試み、10月13日には吉見氏家臣の上領頼規・頼武父子や吉賀頼貞らの吉見軍が高嶺城の援軍として駆け付けたが、宮野口における大内輝弘麾下の城井小次郎との合戦で上領頼武が戦死する敗戦を喫し、高嶺城は孤立することとなる。
大内輝弘による山口占領の急報が長府の毛利元就のもとに届くと、元就は立花城で大友軍と戦っていた吉川元春と小早川隆景に軍を撤退を命じると共に、桂元忠や渡辺長を高嶺城救援の先遣隊として派遣。10月17日には高嶺城麓の後河原において大内輝弘の軍と交戦し、山県元重、渡辺元、蔵田就貞、入江就昌らが活躍して勝利を収めている。なお、この戦いと同日に周防国吉敷郡吉敷西庄にあった世澄の屋敷に対する乱暴狼藉や竹木採用、放火などを禁止する禁制が渡辺長、粟屋元種、粟屋元真、桂就定、竺雲恵心の連名で出されている。
10月18日に長府へ帰還した吉川元春は山県春直、江田智次、山県宗右衛門、井上甚兵衛尉、二宮弥四郎、長和三郎右衛門らを先遣隊として急ぎ山口へ派遣。吉川軍の先遣隊は周防国吉敷郡下宇野令村の縄手で大内軍と交戦し、高嶺城から出陣した毛利軍と呼応して大内軍を打ち破った。
吉川元春は10月20日に長府を出陣して、同日夜に周防と長門の国境に近い長門国厚狭郡山中に着陣した。吉川軍到来の報が大内輝弘のもとにもたらされると、敗戦を悟った大内輝弘は兵を率いて山口から秋穂浦へ撤退したため、高嶺城に入城していた蔵田就貞が糸米峠で大内軍を追撃した。
秋穂浦に逃れた大内輝弘は船が無かったことで豊後国に逃れることが出来ず、10月25日に周防国佐波郡の椿峠と富海の間にある茶臼山にて自害し、大内輝弘の乱は終結した。
同年11月10日、大内輝弘の乱において世澄も高嶺城に入城して戦ったことについて褒美を与える旨を市川経好から伝えられ、市川経好から世澄の尽力について聞いた毛利輝元は同年12月2日に世澄に書状を送り、今後も市川経好に従って馳走することが肝要であると伝えている。

### 毛利輝元時代
天正3年（1575年）12月12日、九州方面における毎度の世澄の忠義について承知した毛利輝元は児玉元良と粟屋元秀を市川経好のもとに派遣して、世澄が一層の奉公を行う事を期待する旨を伝えている。同年12月19日には世澄に「加賀守」の受領名を与えている。
天正17年（1589年）1月20日、毛利輝元から長門国の豊東郡保木村の内の15石7斗4升足と吉田庄の内の5石2斗足、合計20石9斗4升の地を与えられる。
その後の動向や没年は不明。
嫡男の有馬九郎三郎が後を継いだが嗣子が無く、家は断絶した。そのため、世澄に関する感状などの文書は世澄の子である有馬太郎兵衛の四男で岩佐甚兵衛（文右衛門）の養子となった岩佐文右衛門に引き継がれた。
また、天文20年（1551年）の大寧寺の変の際の兵火により寺堂が焼失していた山口の温湯山龍泉寺を中興した39世住持の保全一永は世澄の子と伝えられており、一旦の栄華は無常の風に散りやすいとして発心し、「豊後阿闍梨保全一永法師」と号した。慶長5年（1600年）の関ヶ原の戦い以後、山口に在住していた毛利輝元の正室である清光院の意向によって龍泉寺の宗派を浄土真宗本願寺派に改めて寺家を再建し、赤地金襴の五条袈裟を賜ったという。